# Hasan Peker Günal
Hasan Peker Günal (* 1948 in Milas, Provinz Muğla) ist ein ehemaliger türkischer Generalmajor des Heeres (Türk Kara Kuvvetleri) und Wirtschaftsmanager, der unter anderem zwischen 1996 und 1998 Kommandeur der Streitkräfte der Türkischen Republik Nordzypern (KKTC Güvenlik Kuvvetleri Komutanlığı) sowie von 2003 bis 2008 Vorstandsvorsitzender des Luftfahrtunternehmens Tusaş war.

## Leben
Günal gehörte 1959 zu den Schülern des ersten Jahrgangs der in der Selimiye-Kaserne untergebrachten Militärsekundarschule (Selimiye Askerî Ortaokulu) und absolvierte anschließend die renommierte Kuleli-Kadettenanstalt (Kuleli Askerî Lisesi). Danach absolvierte er seine Offiziersausbildung an der Heeresschule (Kara Harp Okulu) und fand nach deren Abschluss als Offizier in verschiedenen Artillerie-Einheiten des Heeres Verwendung. Später besuchte er neben der Heeresakademie (Kara Harp Akademisi) und der Streitkräfteakademie (Silahlı Kuvvetler Akademisi) auch das United States Army War College.
Nach seiner Beförderung zum Brigadegeneral (Tuğgeneral) 1994 war er anfangs Kommandeur einer Kommandobrigade (Komando Tugayı), ehe er am 25. August 1996 Nachfolger von Brigadegeneral İsmail Koçman als Kommandeur der Streitkräfte der Türkischen Republik Nordzypern (KKTC Güvenlik Kuvvetleri Komutanlığı) wurde. Diesen Posten bekleidete er bis zum 21. August 1998 und wurde daraufhin durch Brigadegeneral Ali Nihat Özeyranlı abgelöst. 1998 wurde er zum Generalmajor (Tümgeneral) befördert und übernahm zunächst die Funktion als Chef des Stabes des Ausbildungs- und Schulungskommandos der Landstreitkräfte EDOK (Kara Kuvvetleri Eğitim ve Doktrin Komutanlığı) und danach als stellvertretender Generalsekretär des Nationalen Sicherheitsrates MGK (Millî Güvenlik Kurulu), ehe er zuletzt bis zu seinem Eintritt in den Ruhestand 2002 Kommandant der Militärtransportschule (Ulaştırma Okulu) war.
Nach seinem Ausscheiden aus dem aktiven Militärdienst war er von 2003 bis 2008 Vorstandsvorsitzender des Luftfahrtunternehmens Türk Havacılık Uzay A.Ş. (Tusaş) und in Personalunion zwischen 2003 und 2008 Generalkoordinator der Soldaten-Stiftung (Mehmetçik Vakfı).